# Orowaiti (fleuve)
Le fleuve Orowaiti  est un cours d’eau  de la région de la West Coast dans l’Île du Sud de la Nouvelle-Zélande .

## Géogrraphie
C’est la plus petite des deux rivières, qui courent à travers la ville de Westport. Elle atteint la baie de Karamea Bight à trois kilomètres en direction de l’est vers sa voisine plus large, qui est le fleuve   Buller. 
(en) Land Information New Zealand, « détail emplacement: Orowaiti (fleuve) », sur New Zealand Gazetteer